# Ålevatten (Spekeröds socken, Bohuslän)
Ålevatten är en sjö i Stenungsunds kommun i Bohuslän och ingår i Göta älv-Bäveåns kustområde. Sjön är 11,5 meter djup, har en yta på 0,664 kvadratkilometer och befinner sig 69,5 meter över havet. Sjön avvattnas av vattendraget Rördalsån. Vid provfiske har abborre och gädda fångats i sjön.

## Delavrinningsområde
Ålevatten ingår i det delavrinningsområde (643907-126989) som SMHI kallar för Mynnar i Anråse å. Medelhöjden är 116 meter över havet och ytan är 39,07 kvadratkilometer. Det finns inga avrinningsområden uppströms utan avrinningsområdet är högsta punkten. Rördalsån som avvattnar avrinningsområdet har biflödesordning 2, vilket innebär att vattnet flödar genom totalt 2 vattendrag innan det når havet efter 6,1 kilometer. Avrinningsområdet består mestadels av skog (81 %). Avrinningsområdet har 4,08 kvadratkilometer vattenytor vilket ger det en sjöprocent på 10,4 %.

## Bilder

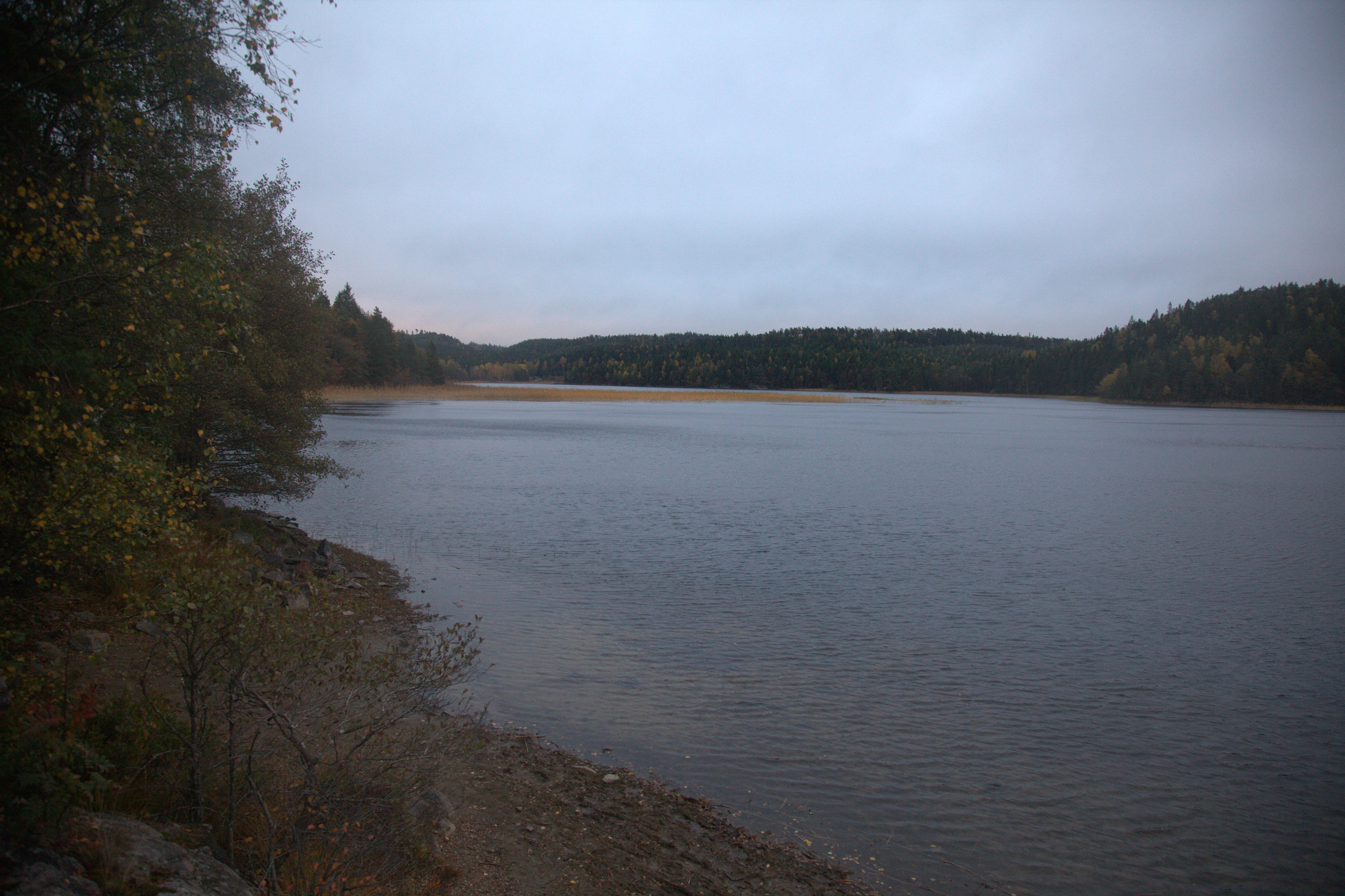
Vy österut från sjöns norra strand.
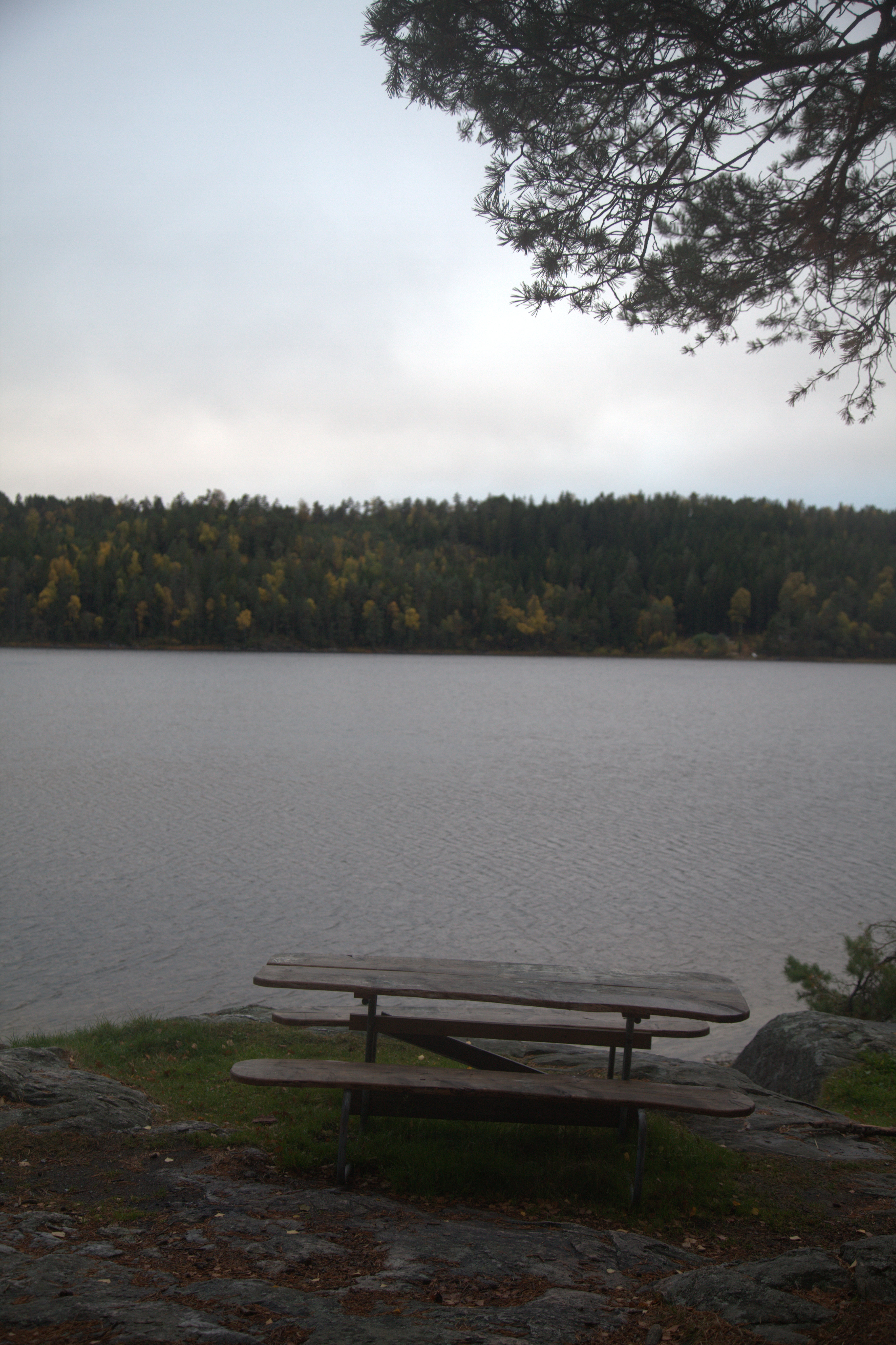
Rastplats på sjöns norra strand.
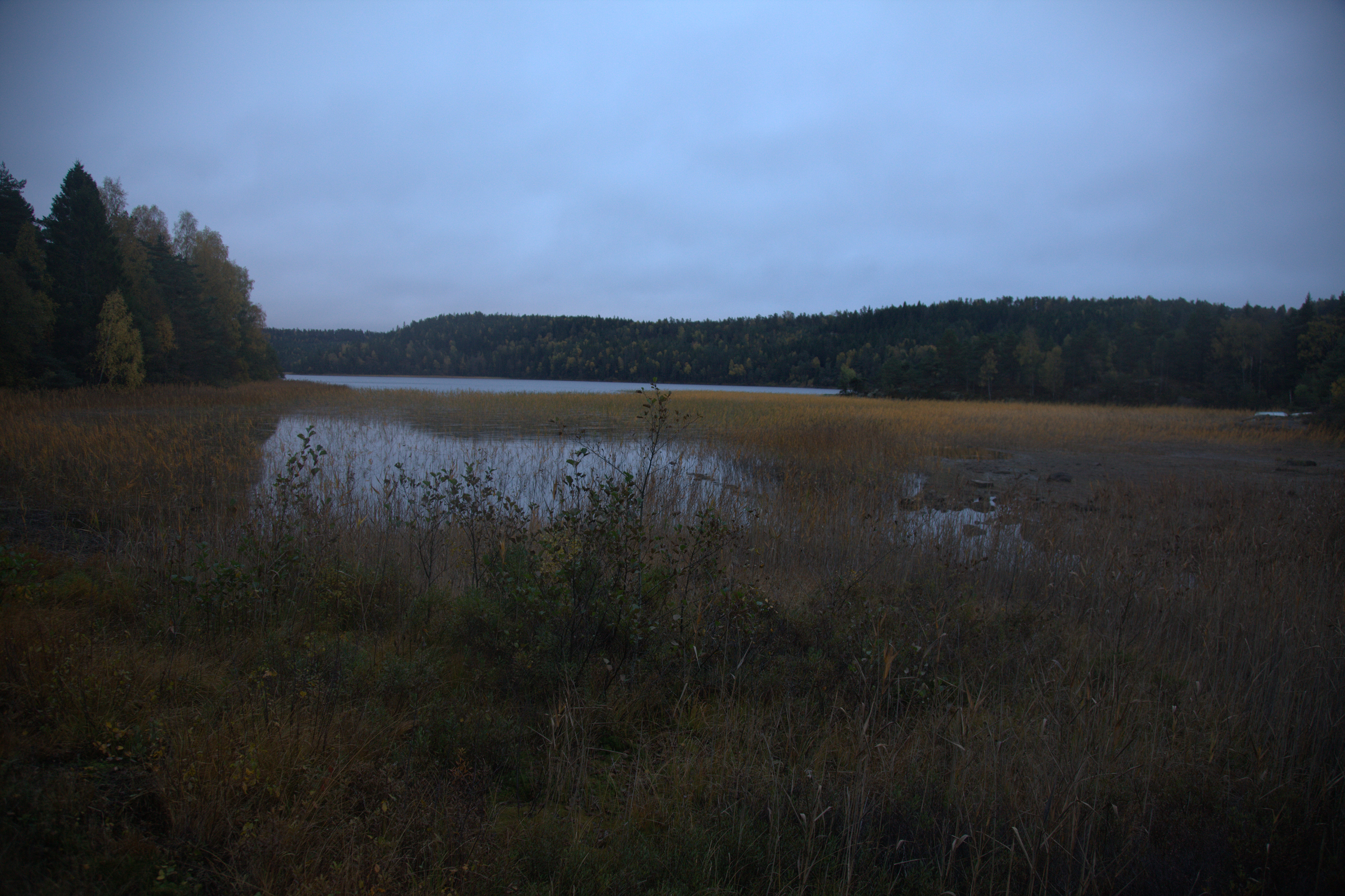
Utloppet.
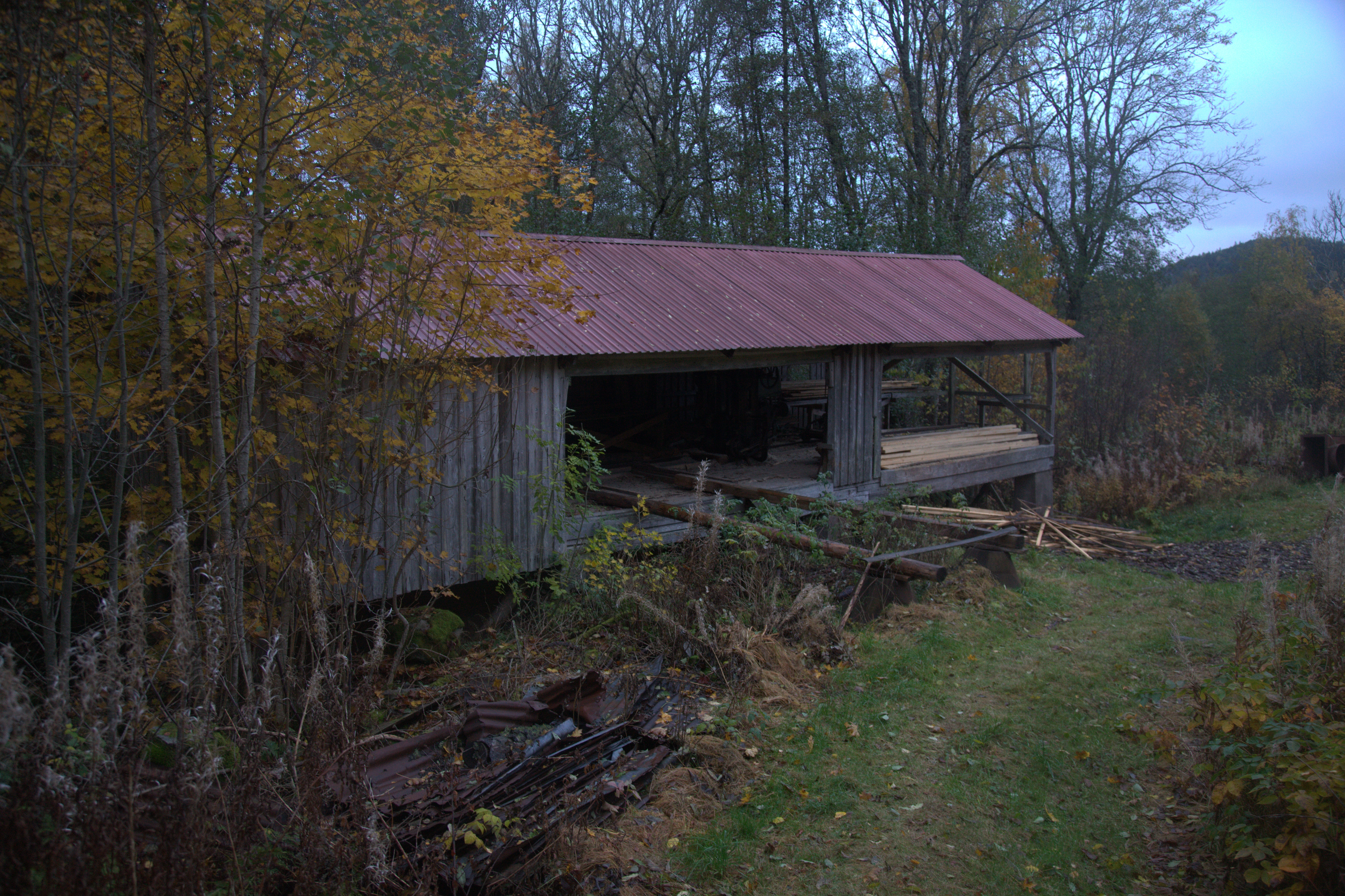
Sågen vid Röd alldeles väster om sjön dit utloppet från sjön leder.
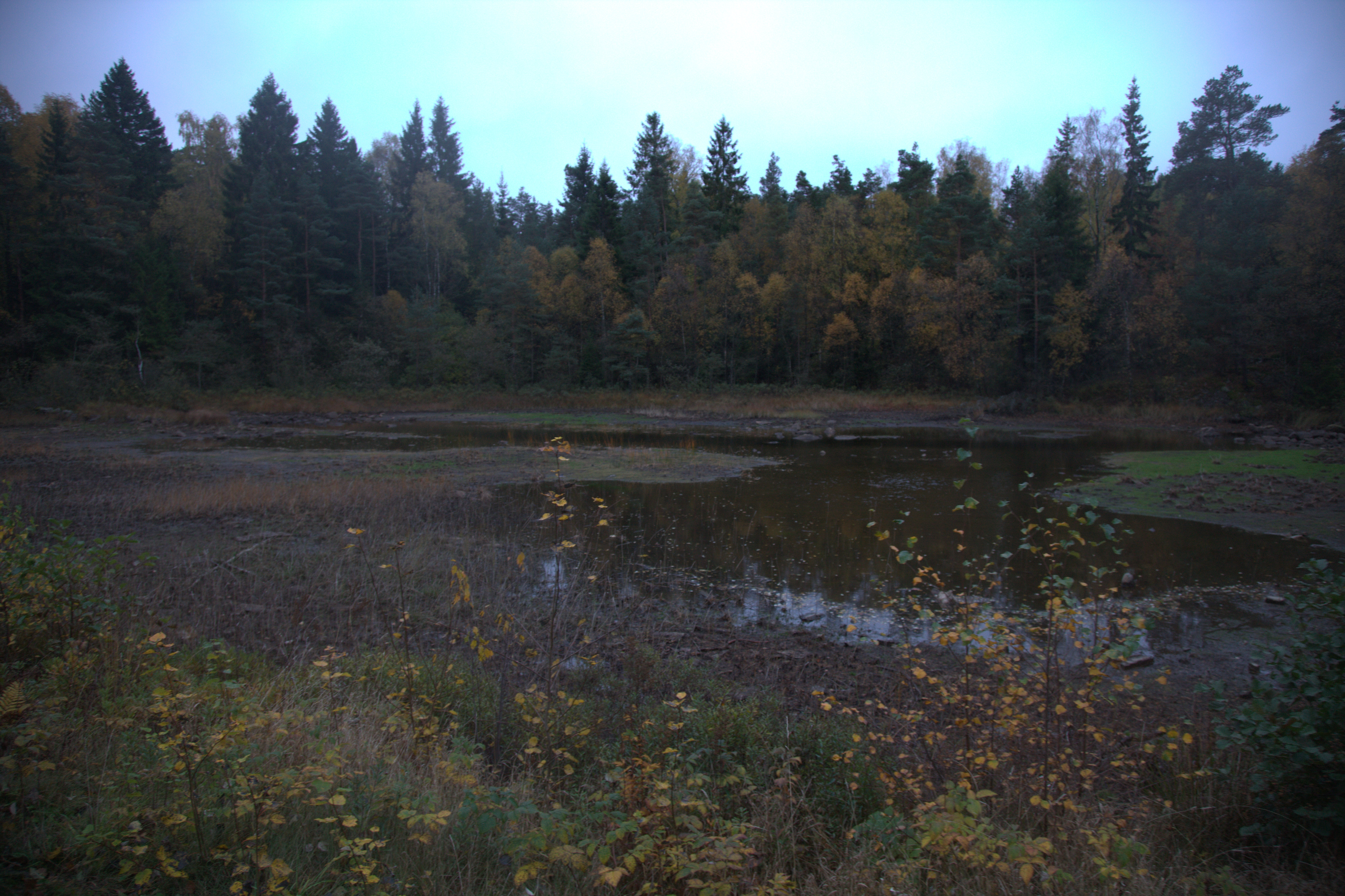
Dämmet ovanför sågen alldeles vid sjöns utlopp.
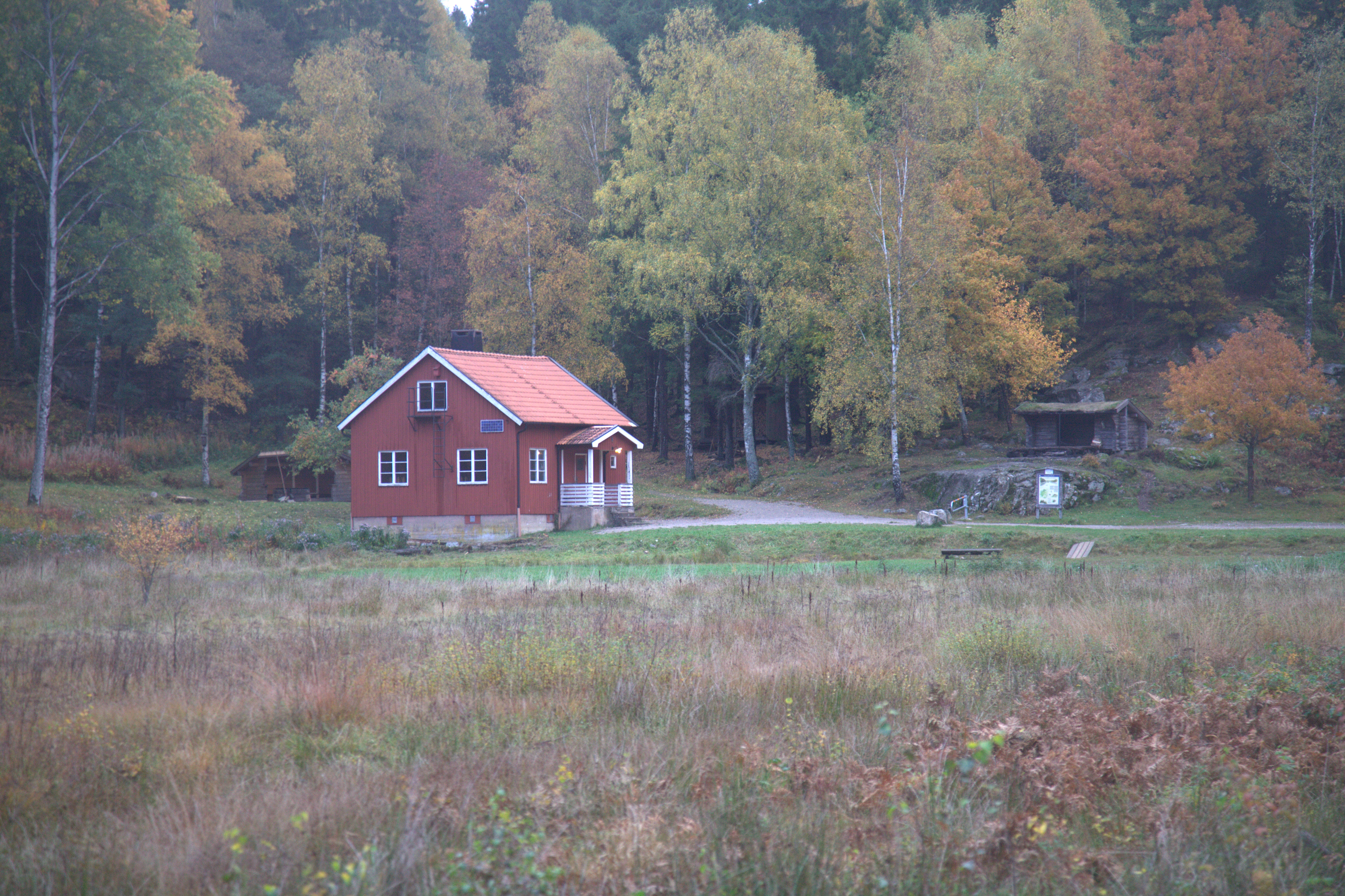
Bottenstugan som ligger precis öster om sjön.